# عفونت قارچی ناخن
عفونت قارچی ناخن یا اونیکومایکوز یا اونیکومایکوزیس (انگلیسی: Onychomycosis) از بیماری‌های ناخن است که افزایش ضخامت ناخن، ناخن ناهموار و شکننده و بریده بریده، ناخن تغییر رنگ یافته و بدمنظره و بالاخره احساس درد در انگشت دست یا پا هنگام فعالیت‌های معمولی روزانه از علائم معمول آن است.
عفونت قارچی ناخن توسط درماتوفیت‌ها، مخمرها و کپک‌ها ایجاد می‌شود. اونیکومایکوز سفید سطحی و اونیکومایکوز زیرناخنی لبه خارجی و جانبی از انواع آن هستند.

### درمان
بیشتر درمان‌ها با داروهای ضدقارچ، چه به صورت موضعی و چه خوراکی انجام می‌شود. توصیه می‌شود از مصرف داروهای ضدقارچ خوراکی (مانند تربینافین) در افرادی که عفونت آن‌ها تأیید نشده است، خودداری شود، زیرا این درمان ممکن است عوارض جانبی داشته باشد.[۲۰]  
اولین داروی موضعی تربینافین (MOB-015) در فوریه ۲۰۲۴ در سوئد با نام ترکلارا عرضه شد. این دارو در دو مطالعه فاز ۳، میزان بهبود ۷۶٪ را در درمان قارچ‌ ثبت کرد. خاصیت موضعی این دارو تضمین می‌کند که عوارض جانبی معمول تربینافین وجود دیده نشود.
ترکلارا (MOB-015) در فوریه ۲۰۲۵ در نروژ عرضه شد. عرضه آن در ۱۱ کشور اروپایی در سال ۲۰۲۶ برنامه‌ریزی شده است. عرضه این دارو در سایر کشورها در سال‌های آینده ادامه خواهد یافت. 
دارو های عامل موضعی شامل موارد زیر می‌شوند:  
- لاک سیكلوپیروکس
- آمورولفین
- افیناکونازول
برخی از درمان‌های موضعی باید به‌صورت روزانه و برای مدت طولانی (حداقل یک سال) استفاده شوند.
آمورولفین موضعی هفته‌ای یک بار استفاده می‌شود.